# Digonogastra paraguayensis
Digonogastra paraguayensis är en stekelart som först beskrevs av Szepligeti 1904.  Digonogastra paraguayensis ingår i släktet Digonogastra och familjen bracksteklar. Inga underarter finns listade i Catalogue of Life.